# Berardo Carboni
Berardo Carboni (Atri, 27 gennaio 1975) è un regista cinematografico, sceneggiatore e produttore cinematografico italiano.

## Biografia
Laureato in giurisprudenza, nel 1996 realizza il cortometraggio documentario Roma, in quel niente, incentrato sulla figura di Federico Caffè e che vede anche la partecipazione dell’ex Presidente della Repubblica Italiana Carlo Azeglio Ciampi. Nel 2003 gira il film televisivo Buco nell’acqua con Sandra Milo. 
Tra il 2006 e il 2007 produce e dirige il lungometraggio Shooting Silvio, che diviene un caso mediatico internazionale. Nel 2009 produce e dirige VolaVola, lungometraggio di animazione sperimentale, detto machinima, interamente girato in Second Life. 
Nel 2013 completa la lavorazione di Eros, un documentario che racconta l’esperienza dell'occupazione del Teatro Valle e la storia di alcuni occupanti che lasciano Roma per fare un viaggio attraverso l’Europa della crisi e delle resistenze. 
Nel 2017 realizza come produttore e regista Youtopia, con Matilda De Angelis, Donatella Finocchiaro e Alessandro Haber, scritto insieme allo sceneggiatore Dino Giarrusso. Nel 2020, idea e produce la docuserie “Constitutional Circus” presentata durante la Mostra del Cinema di Venezia 2021 nella sezione Giornate degli autori. 
Nel 2021 esce il suo nuovo documentario "Ethos" prodotto in collaborazione con la Commissione Europea. Nel 2022 lavora al suo terzo lungometraggio per il cinema, Greta e le favole vere con Sara Ciocca, Raoul Bova, Donatella Finocchiaro, Sabrina Impacciatore e Darko Perić, prodotto da Pegasus e Rai Cinema.

## Filmografia

### Regista
- Roma, in quel niente – cortometraggio (1996)
- Buco nell'acqua – film TV (2003)
- Shooting Silvio (2006)
- Vola Vola (2010)
- Eros – documentario (2013)
- Youtopia (2018)
- Ethos – documentario (2020)
- Constitutional Circus - docu-serie (2021)